# Povos indígenas e a saúde pública

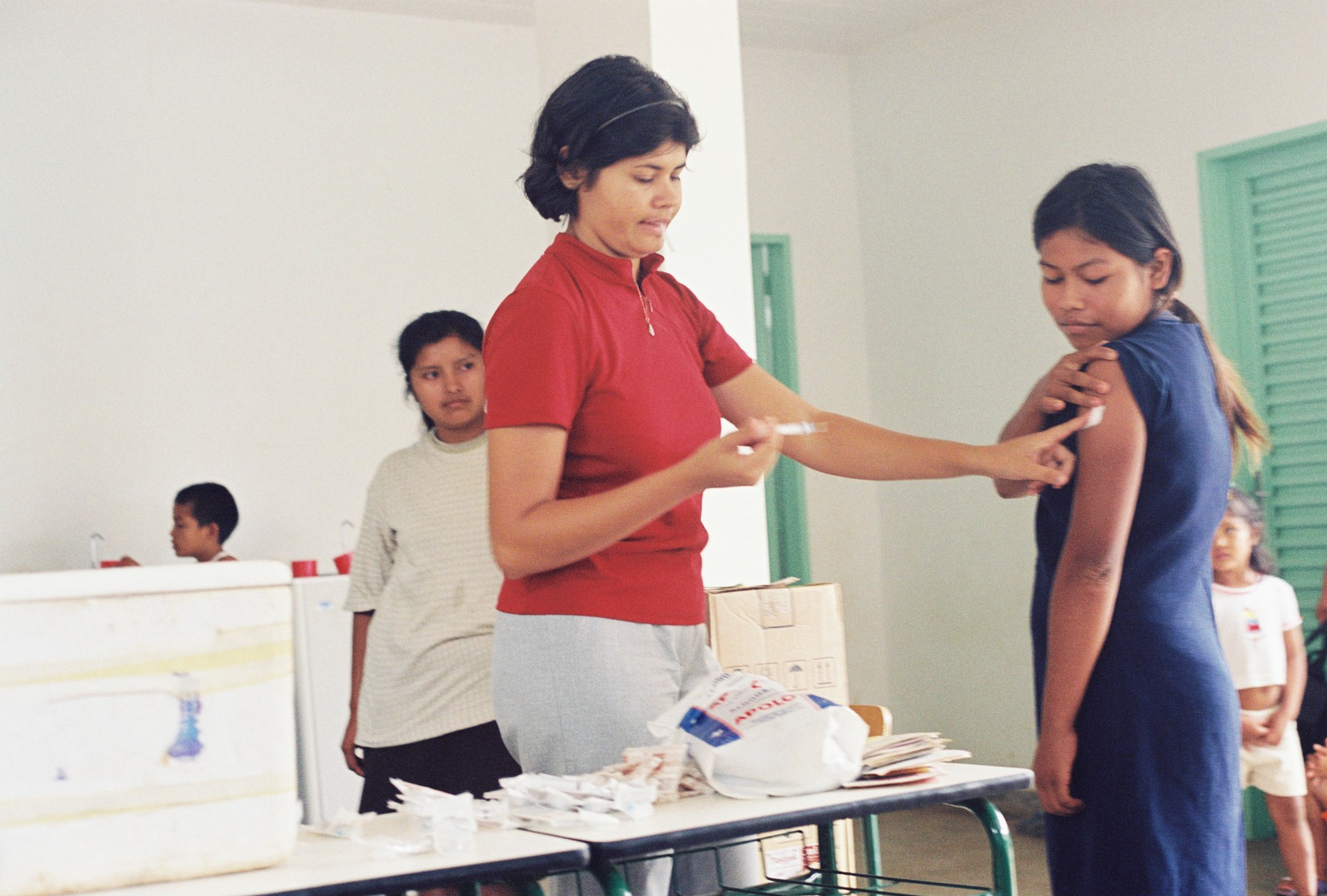
Atendimento à comunidade da Terra Indígena Lalima/Pantanal/Brasil (2000).

Povos indígenas e a saúde pública no Brasil, refere-se à atenção dada à questão da saúde indígena no âmbito do estado brasileiro. Ela é institucionalizada pelo Serviço de Proteção ao Índio (SPI), do Ministério da Agricultura, Indústria e Comércio em 1910, passa por uma segunda fase através da Fundação Nacional do Índio (FUNAI), órgão do Ministério da Justiça, criada pelo regime militar em 1968, e que perdura até 2001, e que é sucedida pela Secretaria de Saúde Indígena (SESAI), do Ministério da Saúde, criada em 2010.

## Histórico
No Brasil Colônia e durante o Império, não havia atendimento institucionalizado às populações indígenas, no tocante às demandas de educação e saúde, as quais eram precariamente atendidas por missionários e variadas organizações religiosas; estas preconizavam a conversão ao cristianismo, e pouca atenção davam à cultura original dos convertidos. Além disso, o contato com os brancos expunha os indígenas à doenças infecciosas e parasitárias contra as quais estes não possuíam defesas, e resultavam em grande mortandade.
A partir da República, e com a comprovada falência da assistência religiosa, houve a adoção de uma tutela leiga do estado sobre as populações indígenas consideradas juridicamente incapazes (não assimiladas). O atendimento fornecido pelo Serviço de Proteção ao Índio, mesmo sendo de caráter assistencialista e contraditório, representou um avanço sobre o modelo religioso, pois ao menos levava em conta a cultura indígena; todavia, também buscava tornar os índios sedentários, para liberar as terras que ocupavam para exploração por fazendeiros. O assistencialismo era evidenciado pelo poder discricionário da burocracia estatal, responsável pelo enquadramento (ou não) de um grupo ou indivíduo nas especificações requeridas pelo órgão indigenista, causando uma situação de carência e dependência permanentes, a qual passou a ser associada ao grupo étnico, e apontada pelos críticos como prova da incapacidade dos povos indígenas de subsistir sem ajuda externa na sociedade moderna.

## Política indigenista e saúde pública
É de se notar que até a criação da FUNAI, não havia uma política de saúde indígena definida no país. O Serviço de Unidades Aéreas Sanitárias (SUSA), criado por Noel Nutels em 1956 para combater a tuberculose em populações indígenas, era subordinado diretamente à Presidência da República, não ao SPI. Nesta fase, o que fica evidente é que a ação de indivíduos como o marechal Rondon ou Nutels, realmente preocupados com as condições de vida das populações indígenas, entrava em choque com uma realidade onde as terras destes eram costumeiramente expropriadas e os próprios convertidos em mão de obra barata para fazendas e indústrias.
Finalmente, em 1968, durante o regime militar, é criada a Fundação Nacional do Índio (FUNAI), como órgão encarregado de criar e executar a política indigenista do Brasil. Em 1973, surge o Estatuto do Índio, em resposta às pressões internacionais pela proteção das populações indígenas tuteladas, e na qual teve grande influência Darcy Ribeiro. Contudo, durante o governo Geisel, ocorreu um retrocesso com a emancipação compulsória destas populações tuteladas, as quais passaram a ser consideradas "comunidades brasileiras", perdendo a proteção estatal e ficando sujeitas a subsequente perda de terras, sem qualquer tipo de indenização.
Com a Constituição de 1988, a qual foi considerada como um importante avanço para os povos indígenas da América Latina, os direitos dos ainda denominados "índios", foram reconhecidos no capítulo VIII, artigo 231:
| “ | São reconhecidos aos índios sua organização social, costumes, línguas, crenças e tradições, e os direitos originários sobre as terras que tradicionalmente ocupam, competindo a União demarcá-las, proteger e fazer respeitar todos os seus bens. | ” |

E no artigo 232:
| “ | Os índios, suas comunidades e suas organizações, são partes legítimas para ingressar em juízo em defesa de seus direitos e interesses, intervindo o Ministério Público em todos os atos do processo | ” |

O monopólio estatal para definir a identidade étnica foi substituído pelo autorreconhecimento, e isto criou um movimento de re-etnização de populações que antes não eram reconhecidas como indígenas (particularmente no Nordeste brasileiro). Todavia, tal fluidez também dificultou o trabalho dos órgãos que lidam com tais populações, visto que as políticas públicas devem ser adaptadas para uma população que cresce além do esperado pelos indicadores demográficos.

## Desafios do Subsistema de Atenção à Saúde Indígena
O modelo a ser adotado para a saúde das populações indígenas, vinha sendo discutido desde 1986, quando foi realizada a 1ª Conferência de Saúde Indígena; ali se buscou construir uma abordagem diferenciada para a questão, e sua vinculação ao Sistema Único de Saúde (SUS). Nas conferências seguintes, em 1993 e 2001, foi discutido o modelo a ser adotado para a saúde indígena e sua operacionalização através de agentes indígenas de saúde. Foi também definido que o governo federal seria o gestor do Subsistema de Atenção à Saúde Indígena (SasiSUS), criado pela Lei Nº 9.836/1999, em vez da sua municipalização, como no caso do SUS. Finalmente, após a terceira conferência, foi criada a Política Nacional de Atenção à Saúde dos Povos Indígenas (PNASPI) através da Portaria Nº 254/2002, e a mesma foi integrada à Política Nacional de Saúde.
A Constituição de 1988, por outro lado, ao não definir os beneficiários de políticas sociais diferenciadas, deu margem à adoção do modelo de universalização da saúde, adotado pelo SUS. Embora isso possibilitasse a a qualquer indivíduo ser atendido no sistema de saúde, mesmo sem comprovação de contribuição prévia para o mesmo (como era exigido anteriormente), por outro lado excluía a diferenciação étnica que justificava a adoção de políticas específicas para populações indígenas. Na mesma situação ficaram os indígenas habitantes de centros urbanos, aos quais só restava recorrerem ao SUS como os demais cidadãos.
Em meados da segunda década do século XXI, a PNASPI vivia o desafio de criar uma discriminação positiva para as populações indígenas, singularizando-as dentro da universalidade geralmente adotada pelas políticas sociais no Brasil. Todavia, é necessário ressaltar que mesmo a existência do Subsistema de Saúde Indígena não é uma unanimidade dentro do SUS, pois há quem o encare como uma focalização indevida de políticas públicas, as quais deveriam ser dirigidas a todos. Isto foi posteriormente explorado no início do governo de Jair Bolsonaro (defensor de políticas integracionistas para os indígenas), quando o então ministro Luiz Henrique Mandetta chegou a declarar que o subsistema era "paralelo" ao SUS, e que avaliava repassar partes dos seus serviços para estados e municípios.
Após as críticas de Mandetta, o que se verificou foi um desmonte das políticas públicas para populações indígenas, sabidamente vulneráveis, o que agravou a sua situação durante a pandemia de Covid-19. Não havia um plano específico para o combate à doença entre os povos originários, e a reação do governo federal foi negligente ou inexistente, priorizando o uso de medidas sabidamente ineficazes, como os "Kit Covid" largamente distribuídos entre os indígenas. Isto levou a Frente Parlamentar Mista em Defesa dos Direitos dos Povos Indígenas (FPMDDPI), encabeçada pela deputada federal Joenia Wapichana, a entregar um dossiê ao presidente da CPI da Pandemia, senador Omar Aziz, acusando o governo Bolsonaro de praticar o crime de genocídio indígena.
O terceiro mandato do presidente Lula foi iniciado justamente com uma grave crise sanitária na Terra Indígena Yanomami, a qual já vinha ocorrendo pelo menos desde 2022. Um ano depois, mesmo com operações emergenciais de saúde na região, o número oficial de mortes de ianomâmis (363) superou o do último ano do governo Bolsonaro (343), o que foi justificado como subnotificação por parte da administração anterior. Um plano de ação para redução da mortalidade foi entregue pelo governo ao Supremo Tribunal Federal (STF), por exigência do ministro Luís Roberto Barroso. Barroso também incumbiu a Procuradoria-Geral da República, o Ministério Público Militar, o Ministério da Justiça e Polícia Federal de apurar se integrantes do governo Bolsonaro teriam participado dos crimes de genocídio, desobediência e quebra de sigilo em relação ao garimpo ilegal em terras indígenas, cujo "quadro de absoluta insegurança" teria sido agravado por ação ou omissão de autoridades federais.
Em janeiro de 2024, no lento processo de recuperação das atribuições originais do SasiSUS, o governo federal criou um grupo de trabalho dentro da Secretaria de Saúde Indígena (Sesai), encarregado de discutir a inclusão de medicina indígena no âmbito do subsistema.

## Secretaria de Saúde Indígena
A Secretaria de Saúde Indígena (SESAI), criada em 2010, é a principal instituição responsável atualmente pela gestão de políticas públicas voltadas para a saúde da população indígena no Brasil, através da Política Nacional de Atenção à Saúde dos Povos Indígenas e do Subsistema de Atenção à Saúde Indígena (SasiSUS) do Sistema Único de Saúde (SUS). A SESAI conta com 22 mil profissionais da saúde, sendo 52% destes de origem indígena. Sua atuação inclui desde o atendimento em atenção primária da população indígena até intervenções de saúde pública que incluem gestão sanitária e orçamentária direcionadas a essas comunidades. Dentre as estruturas contidas no SESAI, destacam-se o Departamento de Projetos e Determinantes Ambientais de Saúde Indígena (DEAMB), responsável por ações de saneamento básico e ambiental de áreas indígenas, o Departamento de Atenção Primária à Saúde Indígena (DAPSI), responsável pelas atividades de atenção primária e promoção à saúde, o Distrito Sanitário Especial Indígena (DSEI), responsável por ações administrativas em saúde pública integradas ao SUS, e por fim os setores de coordenação e planejamento orçamentário, intervenções sociais e outras funções administrativas.

## Estrutura do SasiSUS

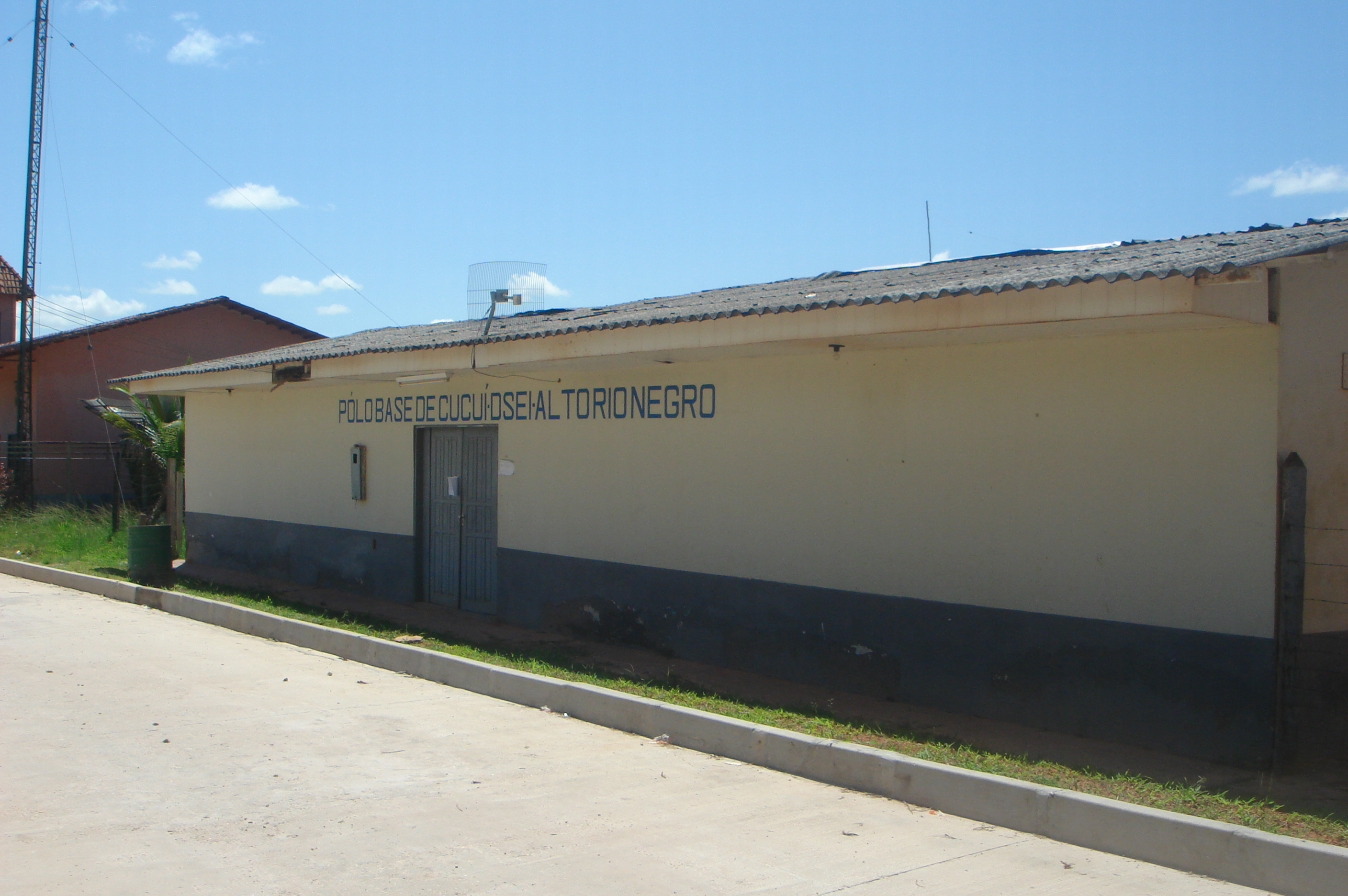
Distrito Sanitário Especial Indígena (DSEI) Alto Rio Negro - Pólo Base de Cucuí (2011).

O SasiSUS foi criado em 23 de setembro de 1999, para assegurar o atendimento de saúde em terras e territórios indígenas. O subsistema é implementado pela Secretaria de Saúde Indígena (Sesai), com base na Política Nacional de Atenção à Saúde dos Povos Indígenas (PNASPI), e funciona de forma descentralizada, com autonomia administrativa e orçamentária; possui responsabilidade sanitária sobre 34 Distritos Sanitários Especiais Indígenas (DSEI).
Os Distritos Sanitários Especiais Indígenas são administrados pelo governo federal, e suas delimitações geográficas englobam aspectos demográficos e etnoculturais. Cada DSEI possui polos base, Casas de Saúde Indígena e Unidades de Saúde Básica Indígena (UBSI), que fornecem atenção básica. Casos de saúde de média e alta complexidade, são geridos pelo Sistema Único de Saúde.
Os polos base funcionam como unidades de apoio administrativo e/ou assistencial dos DSEI e das Equipes Multidisciplinares em Saúde Indígena (EMSI), ficando próximos das aldeias ou comunidades indígenas. As Casai (Casas de Apoio à Saúde Indígena) são estabelecimentos para onde o indígena é direcionado caso necessite de consultas ou exames especializados. Finalmente, as Unidades de Saúde Básica Indígena (UBSI), estão situadas nas aldeias para atendimento básico de saúde na comunidade.